# Tees Maar Khan
Tees Maar Khan ist eine indische Komödie aus dem Jahr 2010, bei der Farah Khan Regie führte. In den Hauptrollen sind Akshay Kumar und Katrina Kaif zu sehen. Anil Kapoor und Salman Khan treten in Gastrollen auf. Der Film wurde von Hari Om Productions vertrieben, die Akshay Kumar und seiner Frau Twinkle Khanna gehört.

## Handlung
Tees Maar Khan handelt von Tabrez Mirza Khan, der seit seiner Jugend ein Verbrecher ist. Er wurde in Frankreich gefangen genommen und zurück nach Indien gebracht. Obwohl zwei Polizisten, Chatterjee und Mukherjee, ihn begleiteten, gelang es ihm zu flüchten. Schon bald nimmt Tabrez Mirza Khan einen Auftrag der Johri Brüder an, einen Zug mit Antiquitäten auszurauben. Er bringt die Bewohner des Dorfes Dhulia dazu, ihm bei dem Raub zu helfen, indem er ihnen sagt, dass er einen historischen Film über ihr Dorf drehe. Da seine Frau, Anya Khan, Schauspielerin ist, soll sie in seinem Film mitzuspielen. Ebenso gewinnt er den populären Schauspieler Aatish Kapoor für sein Projekt, der unbedingt einen Oscar bekommen möchte. Ein wenig hat Tabrez Mirza Khan den Dorfbewohner gegenüber ein schlechtes Gewissen, deshalb will er ihnen einen Anteil der Beute zu geben. Der Raub geht gut, aber alle Dorfbewohner und Tabrez Mirza Khan werden festgenommen, während sich die Johri Brüder mit dem Schatz davon machen. Tabrez Mirza Khan Kann die Behörden davon überzeugen, seinen Film, der eigentlich nur als Mittel zum Zweck gedacht war, fertig zu drehen. Zur Premiere wird Tabrez Mirza Khan allerdings von der Polizei begleitet, trotzdem gelingt ihm erneut die Flucht.
Im Privatjet freuen sich die Johri Brüder über die Beute, bis Tabrez Mirza Khan mit seiner Gang auftaucht. Sie werfen die Brüder aus dem Flugzeug und Tabrez Mirza Khan hat die Beute für sich. Aatish bekommt tatsächlich einen Oscar, der ihm von Anil Kapoor überreicht wird. Anya Khan beendet ihre Schauspielkarriere und arbeitet für eine Kosmetikfirma. Die Bewohner des Dorfes Dhulia können mit ihrem Anteil an der Beute nun Salons und Cafés öffnen.

## Hintergrund
Einer der Höhepunkt des Films ist eine Szene in einem schnell fahrenden Zug. Zu diesem Zweck wurde der Zug für 7,5 Millionen komplett für den Film gebaut und auch 500 m Gleise verlegt.

## Kritik
Kritikerin Aseem Chhabra verglich den Film mit einem geschmacklosen und langweilige „Kaugummi, den man gleich nach dem ersten Bissen wegwerfen möchte. Mit jedem Bissen schmeckt der Film schlechter. Der einzige Höhepunkt des Films ist seine Länge von [nur] zwei Stunden.“
behindwoods.com nannte den Film ein „halb geschnitzte Version von Robin Hood.“ „TMK unterscheidet sich ein wenig von Farahs früheren Filmen, da dieser nicht einmal den geringsten Hinweis auf eine Handlung hat. Aber sie lässt keine Ruhe, wenn sie sich mit Schauspielern, Filmen oder dem in der Branche vorherrschenden Oscar-Fieber auseinandersetzt. Wenn es nur eine dünne Handlung oder cleverere Sequenzen gegeben hätte, wäre TMK ein Kultheld geworden. Der Film hat seine Tücken, aber wir werden dazu gebracht, sie alle zu vergessen. Ein lahmer Versuch, Peepli Live zu verspotten, und alle, die im Happy End Oscars gewinnen, sind billige Versuche, Humor zu erzeugen.“
The Times of India schrieb: „Leider beginnt Tees Maar Khan als Parodie und bleibt bis zum Ende eine Parodie. Alle Charaktere enden als bloße Karikaturen und schaffen es überhaupt nicht, einen emotionalen Quotienten im Film aufzubauen.“ „Der Film hätte vielleicht funktioniert, wenn er seine Parodie-und-Satire-Haltung auch mit etwas emotionalem Drama gepuffert hätte.“ „TMK hat [zwar eigentlich] Farbe, Humor, Tempo, aber nichts scheint in Bezug auf Handlung und Charakterverbindung zusammenzupassen.“
„Remake von Vittorio De Sicas Film 'Jagt den Fuchs!' […], die einzige große Neuerung, die Tees Maar Khan zeigt, ist das Verschieben von Gleisen, um Diebstahl vom Schiff im Original zu trainieren. Während der Höhepunkt des Zugraubs als intelligentes Spannungselement zugunsten des Films hätte wirken können, wird die gesamte fabrizierte Filmformel gleich zu Beginn enthüllt und überlässt nichts Ihrer Vorstellungskraft.“

## Musik
| # | Titel                    | Sänger                                                         | Länge |
| - | ------------------------ | -------------------------------------------------------------- | ----- |
| 1 | Tees Maar Khan           | Sonu Nigam                                                     | 4:17  |
| 2 | Sheila Ki Jawani         | Vishal Dadlani, Sunidhi Chauhan                                | 4:43  |
| 3 | Wallah Re Wallah         | Shekhar Ravjiani, Shreya Ghoshal, Raja Hasan, Kamal Khan       | 5:28  |
| 4 | Badey Dilwala            | Shreya Ghoshal, Sukhwinder Singh                               | 4:55  |
| 5 | Happy Ending             | Harshit Saxena, Abhijeet Sawant, Debojit Saha, Prajakta Shukre | 4:43  |
| 6 | Tees Maar Khan - Remix   | Sonu Nigam                                                     | 4:18  |
| 7 | Sheila Ki Jawani - Remix | Vishal Dadlani, Sunidhi Chauhan                                | 4:48  |
| 8 | Wallah Re Wallah - Remix | Shekhar Ravjiani, Shreya Ghoshal, Raja Hasan, Kamal Khan       | 4:29  |
| 9 | Badey Dilwala - Remix    | Shreya Ghoshal, Sukhwinder Singh                               | 4:57  |